# Napadivka, Lîpoveț
Napadivka (în ucraineană Нападівка) este localitatea de reședință a comunei Napadivka din raionul Lîpoveț, regiunea Vinnița, Ucraina.

## Demografie
Componența lingvistică a localității Napadivka
     Ucraineană (99,61%)
     Alte limbi (0,39%)
Conform recensământului din 2001, majoritatea populației localității Napadivka era vorbitoare de ucraineană (99,61%), existând în minoritate și vorbitori de alte limbi.